# Bartley (Nebraska)
Bartley é uma vila localizada no estado americano de Nebraska, no Condado de Red Willow.

## Demografia
Segundo o censo americano de 2000, a sua população era de 355 habitantes. 
Em 2006, foi estimada uma população de 342, um decréscimo de 13 (-3.7%).

## Geografia
De acordo com o United States Census Bureau, a localidade tem uma área de 1,8 km², sem área coberta por água.

## Localidades na vizinhança
O diagrama seguinte representa as localidades num raio de 28 km ao redor de Bartley. 